# Caucus indígena
La expresión Caucus Indígena (o Caucus de Pueblos Indígenas) se refiere a grupos informales aunque organizados de representantes de pueblos indígenas ante ciertos foros de las Naciones Unidas y otros foros intergubernamentales. 
La expresión "caucus" es de uso común en el inglés. En español se ha incorporado su uso, aunque para este contexto en específico también se llega a sustituir por expresiones como Grupo de representantes indígenas y otras equivalentes.

## Antecedentes
La creación del primer Caucus indígena fue una respuesta a la creación, en 1982, del Grupo de Trabajo sobre Pueblos Indígenas de la ONU (antecedente del Mecanismo de Expertos sobre los Derechos de los Pueblos Indígenas del Consejo de Derechos Humanos de las Naciones Unidas), a fin de crear un grupo paralelo conformado únicamente por personas indígenas. El acuerdo comenzó a tomar forma desde 1984 y al año siguiente se generó un comité observador para coordinar la reunión de 1985.
Otro caucus indígena fue llevado a cabo entre 1986 y 1989 para el proceso de adopción del Convenio 169 de la OIT sobre pueblos indígenas y tribales, que ayudaría a dar más forma al caucus para la reunión del Grupo de Trabajo sobre Pueblos Indígenas de la ONU de 1990.

## Organización Mundial de la Propiedad Intelectual
Un grupo indígena participa como observador en la Organización Mundial de la Propiedad Intelectual (OMPI), en particular en su Comité Intergubernamental sobre Propiedad Intelectual y Recursos Genéticos, Conocimientos Tradicionales y Folclore (CIG).

### Modalidades

#### Comité Intergubernamental de la OMPI (CIG)
Los pueblos indígenas participan en el Comité Intergubernamental sobre Propiedad Intelectual y Recursos Genéticos, Conocimientos Tradicionales y Folclore en calidad de observadores respecto a sus organizaciones, pero también colectivamente a través del Caucus Indígena "con un promedio de entre 25 y 30 personas por sesión".

Según la Guía práctica para los participantes del CIG de la OMPI:
por invitación del presidente del Grupo de Representantes Indígenas de la OMPI, los observadores acreditados que representan a las comunidades indígenas y locales se reúnen en el Foro Consultivo Indígena el día previo a la sesión. La OMPI cede una sala de reuniones para ese propósito. Todo observador acreditado representante de las comunidades indígenas y locales que desee acudir al Foro Consultivo debe avisar con antelación a la Secretaría de la Organización para que se le facilite un pase al llegar a la OMPI.

#### Conferencia diplomática de 2024
El Caucus Indígena también participó  en la Conferencia Diplomática sobre Propiedad Intelectual, Recursos Genéticos y Conocimientos Tradicionales Asociados que concluyó en la adopción del Tratado GRATK en mayo de 2024 en Ginebra, Suiza.

Durante la Conferencia, el Caucus sirvió como foro de coordinación, otorgando a sus participantes "roles fundamentales en el enlace con las delegaciones de sus respectivos países y otras personas con las que pudieran conectarse". Además, en medio de la Conferencia Diplomática, se permitió que un miembro rotatorio del Caucus Indígena participara en el grupo de negociación, donde otros participantes eran representantes de los grupos regionales de países de la OMPI. Un participante del Caucus relató durante la Conferencia Diplomática:
El proceso se trunca a partir de ahora con un grupo mucho más pequeño de representantes, incluyendo un miembro rotatorio del Caucus Indígena, que participa en negociaciones informales antes de que el texto sea llevado de nuevo a los dos comités y luego a un grupo de redacción legal y a la sesión plenaria final del viernes [24 de mayo].

## Foro de las Naciones Unidas sobre las Empresas y los Derechos Humanos
El Foro de las Naciones Unidas sobre las Empresas y los Derechos Humanos (UNFBHR) también cuenta con un Caucus de Pueblos Indígenas.